# 蘇易簡
蘇易簡（958年—996年），字太簡，梓州銅山（今中江縣廣福鄉）人。
苏颋之后。高祖苏传素。祖父苏寓。父親蘇協，舉蜀進士。蘇易簡出生於周世宗显德五年（958年），少年聪颖好学，太平興國五年（980年）庚辰科状元，宋太宗臨軒覆試，蘇易簡凡三題，不起草，三千餘言一就而成，宋太宗大為讚賞，擢为甲科第一，曰：“君臣千載遇”。遂以文章名揚天下。初任監丞通判、左贊善大夫、右拾遺知製造、秩祠部員外郎、翰林學士。擔任翰林學士時，宋太宗曾夜間到學士院，蘇易簡睡中遽起，沒有蠟燭可以著裝，宮嬪從窗格外，引燭照亮，視為佳話。淳化元年（990年），升為中書舍人。
蘇易簡是著名書法家，存世書蹟有《家摹本蘭亭》，與蘇舜欽、蘇舜元並稱「銅山三蘇」。素好酒，經常豪飲，太宗多次劝诫，并草书《诫酒》、《劝酒》二诗，但收效甚微。至道元年（995年）因嗜酒，被劾，罢为礼部侍郎，出知邓州，又移知陈州。至道二年（996年）十二月，因飲酒過度去世。赠礼部尚书。著有《文房四谱》，《续翰林志》。